# Elaealis
Elaealis é um gênero de mariposa pertencente à família Crambidae.